# 806 Gyldenia
A 806 Gyldenia (ideiglenes jelöléssel 1915 WX) egy kisbolygó a Naprendszerben. Max Wolf fedezte fel 1915. április 18-án.